# Idaea altivolaria
Idaea altivolaria är en fjärilsart som beskrevs av Bubacek 1923. Idaea altivolaria ingår i släktet Idaea och familjen mätare. Inga underarter finns listade i Catalogue of Life.